# Бондаренко Валерія Володимирівна
Вале́рія Володи́мирівна Бондаре́нко (*20 червня 1982) — українська тенісистка-професіонал. Старша сестра відомих тенісисток Альони та Катерини Бондаренко. Статус професіонала отримала в 1997. Перші чемпіонства на професійних турнірах під егідою ITF здобула в 2000. Володарка 8 титулів турнірів ITF у парі.
Завершила кар'єру 2008 року.

## Фінали ITF

### Парний розряд: 21 (8–13)
| Турніри $100,000 |
| Турніри $75,000  |
| Турніри $50,000  |
| Турніри $25,000  |
| Турніри $10,000  |

| Результат | Ранг | Дата            | Турнір                       | Покриття   | Партнер                  | Опоненти                                          | Рахунок            |
| --------- | ---- | --------------- | ---------------------------- | ---------- | ------------------------ | ------------------------------------------------- | ------------------ |
| Поразка   | 1.   | 25 квітня 1999  | ITF Hvar, Хорватія           | Ґрунт      | Альона Бондаренко        | Шеллі Стефенс Рева Гадсон                         | 2–6, 6–4, 3–6      |
| Поразка   | 2.   | 6 червня 1999   | ITF Kędzierzyn-Koźle, Польща | Ґрунт      | Альона Бондаренко        | Катажтна Теодорович Лісовська Анна Бєлень-Жарська | 7–5, 4–6, 1–6      |
| Перемога  | 1.   | 18 червня 2000  | ITF Kędzierzyn-Koźle, Польща | Ґрунт      | Альона Бондаренко        | Олена Ковальчук Ольга Лазарчук                    | 6–4, 6–2           |
| Перемога  | 2.   | 2 липня 2000    | ITF Istanbul, Туреччина      | Тверде     | Гульнара Фаттахетдінова  | Ірина Корнієнко Олена Яришко                      | 6–2, 4–6, 6–3      |
| Поразка   | 3.   | 27 травня 2001  | ITF Olecko, Польща           | Ґрунт      | Катерина Бондаренко      | Мартіна Бабакова Lenka Snajdrova                  | 2–6, 2–6           |
| Поразка   | 4.   | 12 серпня 2001  | ITF Kędzierzyn-Koźle, Польща | Ґрунт      | Альона Бондаренко        | Петра Рацлавська Бланка Кумбарова                 | 1–6, 2–6           |
| Перемога  | 3.   | 16 червня 2002  | ITF Kędzierzyn-Koźle, Польща | Ґрунт      | Марія Коритцева          | Ленка Тварошкова Мартіна Бабакова                 | 6–3, 6–0           |
| Перемога  | 4.   | 18 серпня 2002  | ITF Коксейде, Бельгія        | Ґрунт      | Едіта Ляховічюте         | Zuzana Cerna Владіміра Угліржова                  | 6–4, 6–2           |
| Поразка   | 5.   | 18 серпня 2002  | ITF Westende, Бельгія        | Ґрунт      | Edita Liachovičiūtė      | Леслі Буткевіч Ніколь Кріз                        | 1–6, 6–7(4–7)      |
| Перемога  | 5.   | 20 жовтня 2002  | ITF Joué-lès-Tours, Франція  | Тверде (i) | Альона Бондаренко        | Ясмін Вер Міхаела Паштікова                       | 7–6(7–4), 4–6, 6–3 |
| Перемога  | 6.   | 1 червня 2003   | ITF Warsaw, Польща           | Ґрунт      | Альона Бондаренко        | Ірина Бремон Ольга Лазарчук                       | 6–3, 6–4           |
| Перемога  | 7.   | 1 вересня 2003  | ITF Zhukovskiy, Росія        | Ґрунт      | Альона Бондаренко        | Гульнара Фаттахетдінова Марія Кондратьєва         | 6–7(6–8), 6–4, 6–3 |
| Поразка   | 6.   | 18 квітня 2004  | ITF Біарриц, Франція         | Ґрунт      | Альона Бондаренко        | Коритцева Марія Сергіївна Олена Татаркова         | 5–7, 0–6           |
| Поразка   | 7.   | 3 травня 2004   | ITF Warsaw, Польща           | Ґрунт      | Наталія Богданова        | Моніка Шнейдер Ольга Брозда                       | 6–2, 4–6, 2–6      |
| Поразка   | 8.   | 23 травня 2004  | ITF Гдиня, Польща            | Ґрунт      | Наталія Богданова        | Stefanie Weis Марія Вольфбрандт                   | 6–3, 3–6, 5–7      |
| Перемога  | 8.   | 12 липня 2004   | ITF Lviv, Україна            | Ґрунт      | Капшай Вероніка Ігорівна | Anna Sydorska Оксана Ужиловська                   | 6–3, 4–6, 7–6(7–2) |
| Поразка   | 9.   | 1 серпня 2004   | ITF Istanbul, Туреччина      | Тверде     | Габріела Веласко Андреу  | Василіса Давидова Svetlana Mossiakova             | 3–6, 3–6           |
| Поразка   | 10.  | 8 серпня 2004   | ITF Гдиня, Польща            | Ґрунт      | Наталія Богданова        | Клаудія Янс-Ігначик Аліція Росольська             | 2–6, 4–6           |
| Поразка   | 11.  | 20 березня 2005 | ITF Cairo, Єгипет            | Ґрунт      | Hanna Andreyeva          | Габріела Нікулеску Моніка Нікулеску               | 2–6, 3–6           |
| Поразка   | 12.  | 22 травня 2006  | ITF Київ, Україна            | Ґрунт      | Оксана Ужиловська        | Вероніка Капшай Яна Левченко                      | 3–6, 5–7           |
| Поразка   | 13.  | 11 грудня 2006  | ITF Dubai, ОАЕ               | Тверде     | Катерина Бондаренко      | Єлена Костанич-Тошич Мервана Югич-Салкич          | 3–6, 0–6           |